# Єрмаков Дмитро Семенович
Дмитро́ Семе́нович Єрмако́в (1890, село Дегтяніно Рязанської губернії, тепер село Дегтяне Спаського району Рязанської області, Російська Федерація — 1974) — радянський діяч, відповідальний секретар Шевченківського окружного комітету КП(б) України. Члени Центральної Контрольної Комісії КП(б)У в листопаді 1927 — червні 1930 року. Член ВУЦВК. Член Всеросійських установчих зборів з листопада 1917 по січень 1918 року.

## Життєпис
Народився в бідній селянській родині. Закінчив два класи початкової школи. 
Працював робітником на фабриці Беккера та на Путилівському заводі в Санкт-Петербурзі. З 1910 року перебував під політичним наглядом та притягався до судової відповідальності за поширення нелегальної літератури.
У 1917 році служив солдатом 175-го піхотного запасного полку російської імператорської армії, був поранений. Учасник Першої світової війни.
Член РСДРП(б) з березня 1917 року.
Наприкінці 1917 року Єрмакова обрали до Всеросійських установчих зборів від Новгородського виборчого округу за списком № 6 (більшовики). У цей час він жив у селі Медведь Новгородського повіту. У 1917 році Єрмакова також обрали делегатом II Всеросійського з'їзду Рад робітничих і солдатських депутатів, а в 1927 році — делегатом IV Всесоюзного з'їзду Рад.
Перебував на партійній роботі.
На 1927 рік — голова Шевченківської (Черкаської) окружної контрольної комісії КП(б) України.
У 1929 році — відповідальний секретар Шевченківського (Черкаського) окружного комітету КП(б) України.
У 1930-х роках — заступник завідувача відділу керівних партійних органів ЦК ВКП(б).
Потім працював на різних партійних посадах.
Помер у 1974 році.